# Fertőrákos
Fertőrákos est un village et une commune du comitat de Győr-Moson-Sopron en Hongrie.

## Histoire

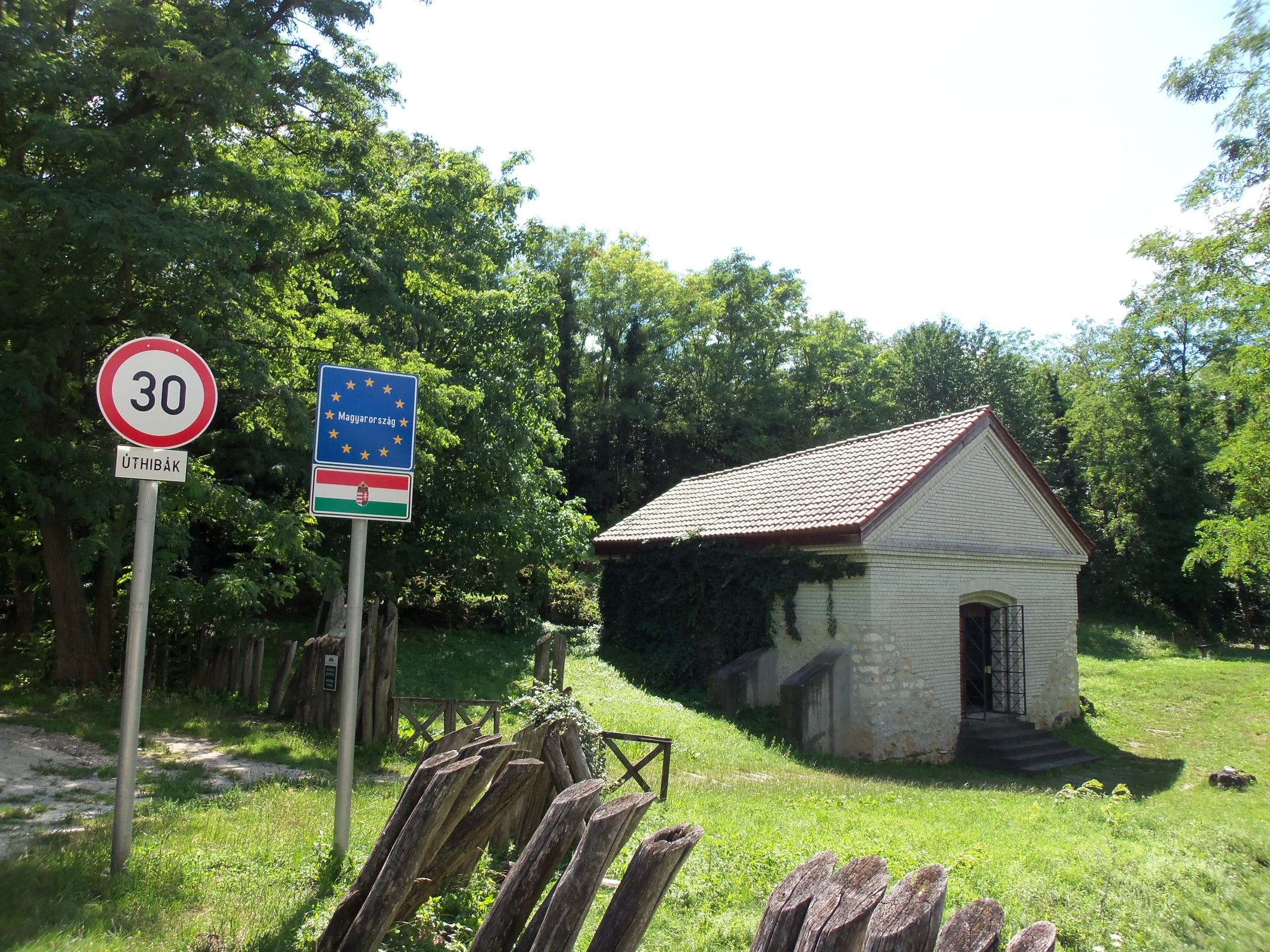
Le sanctuaire de Mithra à la frontière autrichienne (début du IIIe siècle)